# Chad Donella
Chad E. Donella (Toronto, 18 mei 1978) is een Canadees acteur.

## Huwelijk
Donella is vanaf 2007 getrouwd.

## Filmografie

### Films
Uitgezonderd korte films.
- 2023 Knox Goes Away - als Jordan Moore
- 2016 MiddleMan - als Flick
- 2014 Taken 3 - als Phillips
- 2010 Saw 3D – als Gibson
- 2008 Dakota – als Jack
- 2007 9 Lives of Maria – als Robin jr.
- 2005 Hate Crime – als Chris Boyd
- 2003 Shattered Glass – als David Bach
- 2002 Girl Fever – als Sam
- 2002 Superfire – als Rob Torreck
- 2000 Final Destination – als Tod Waggner
- 1998 Someone to Love Me – als Will
- 1998 Disturbing Behavior – als U.V.
- 1996 The Long Kiss Goodnight – als tiener

### Televisieseries
Uitgezonderd eenmalige gastrollen.
- 2016-2020 Blindspot - als CIA agent Keaton - 18 afl.
- 2015 Scandal - als Gus - 3 afl.
- 2009-2010 Majority Rules! – als Mr. Ganz – 6 afl.
- 2007 Ghost Whisperer – als Randy Cooper – 2 afl.
- 2002 Taken – als Jacob Clarke (volwassen) – 2 afl.
- 2002 Providence – als ingebeelde vriend van Kevin – 2 afl.
- 1998 The Practice – als Kevin Peete – 2 afl.

- Bibliothèque nationale de France: cb162462930 (data)
- International Standard Name Identifier: 0000 0001 0761 9066
- Virtual International Authority File: 160285990